# تشارلي ستون
تشارلي ستون (بالإنجليزية: Charlie Stone)‏ هو سياسي أمريكي، ولد في 12 يناير 1948 في فيتزجيرالد في الولايات المتحدة. حزبياً، نشط في الحزب الجمهوري. وقد انتخب عضو مجلس نواب فلوريدا.